# Division cuirassée
Une division cuirassée est un type de grande unité militaire de l'armée de terre française qui furent constituées à partir de janvier 1940 et qui participèrent à la bataille de France au début de la Seconde Guerre mondiale. Durant la bataille, quatre unités de ce type verront le jour, et ont eu une existence éphémère.

## Nomenclature
Initialement désignées par le général Gamelin « divisions lourdes mécaniques », ces unités sont nommées « cuirassées » pour bien marquer la différence avec les divisions légères mécaniques de la cavalerie. L'abréviation DC étant utilisée pour les divisions de cavalerie, le sigle DCu est d'abord utilisé avant d'être abandonné car peu pertinent quand prononcé à l'oral. Le sigle adopté est finalement DCR, reprenant le R de cuiRassée. Le sigle est expliqué dans une note du général Doumenc du 3 mars 1940 en précisant division cuirassée (de réserve générale). Pour éviter les confusions qui ont donné naissance à l'appellation erronée division cuirassée de réserve, le sigle DCr est, par convention, utilisé dans les études récentes,.

## Historique
Elles sont initialement créés comme brigades cuirassées, dont le principe est établi en 1937. En 1939, est étudiée au groupement d'instruction de Nancy de nouvelles tactiques visant la mise en place d'une division cuirassée. Au début de la Seconde Guerre mondiale, afin d'être en mesure de percer la Ligne Siegfried, la division cuirassée en cours de formation est scindée, à la demande du général Georges, en deux brigades cuirassées, la 1re et la 2e, qui donneront naissance aux 1re et 2e DCR le 16 janvier 1940.
La 3e DCR est formée le 20 mars 1940. Les éléments de la 4e DCR sont en formation au déclenchement de l'attaque allemande et la division sera renforcée par diverses unités, dont les unités de cavalerie prévues pour une quatrième division légère mécanique.

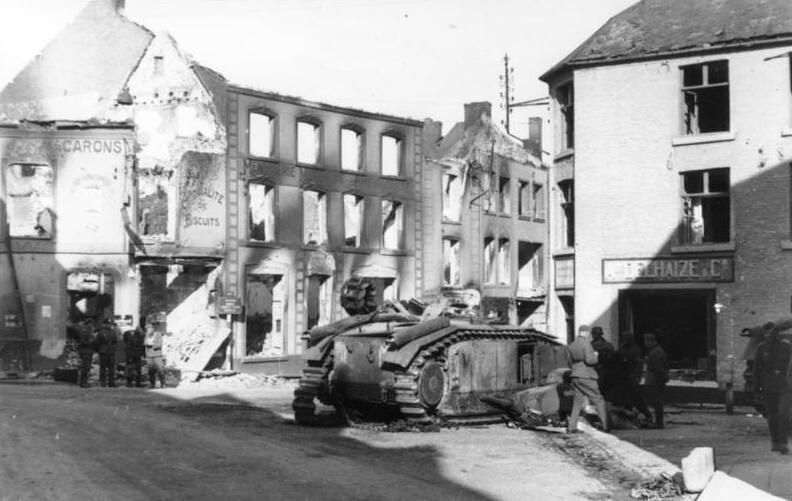
Char B1 bis de la 1re DCR sabordé le 16-5-1940 à Beaumont à l'issue de la bataille de Flavion.

En mai, la 1re DCR est détruite lors de la bataille de Flavion. Les 2e et 3e sont dispersées mi-mai pour s'opposer à la percée allemande et se replient avec de lourdes pertes matérielles. La 2e DCR est reconstituée rapidement et est engagée avec la 4e DCR dans la bataille d'Abbeville de fin mai à début juin, pendant que la 1re et la 3e DCR sont également remises sur pied à l'arrière.
Les quatre DCR font face à l'attaque allemande sur la ligne Weygand. La 2e et la 4e DCR, dans la Somme, sont regroupées depuis fin mai dans le 1er groupement cuirassé tandis que la 3e DCR, sur l'Oise, est rattachée au 2e groupement cuirassé avec la 7e DLM. Ces deux groupements n'ont qu'une existence opérationnelle limitée. La 1re DCR est elle engagée entre la Somme et l'Oise.
Les DCR reculent avec l'Armée française vers le sud, absorbant les restes des divers bataillons de chars indépendants. La 3e DCR est encerclée à partir du 17 juin dans l'Est et doit se rendre aux Allemands. Les autres divisions parviendront à se replier jusqu'à l'arrêt des combats le 25 juin. La 2e et la 4e DCR comptent encore une soixantaine de chars chacune tandis que la 1re est réduite à dix chars.

## Organisation des DCR

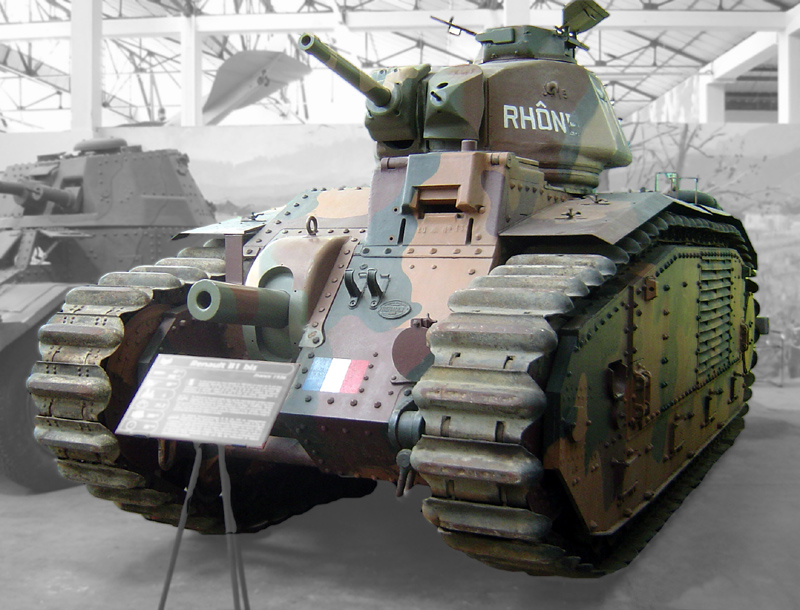
Char B1 bis (musée des blindés de Saumur)

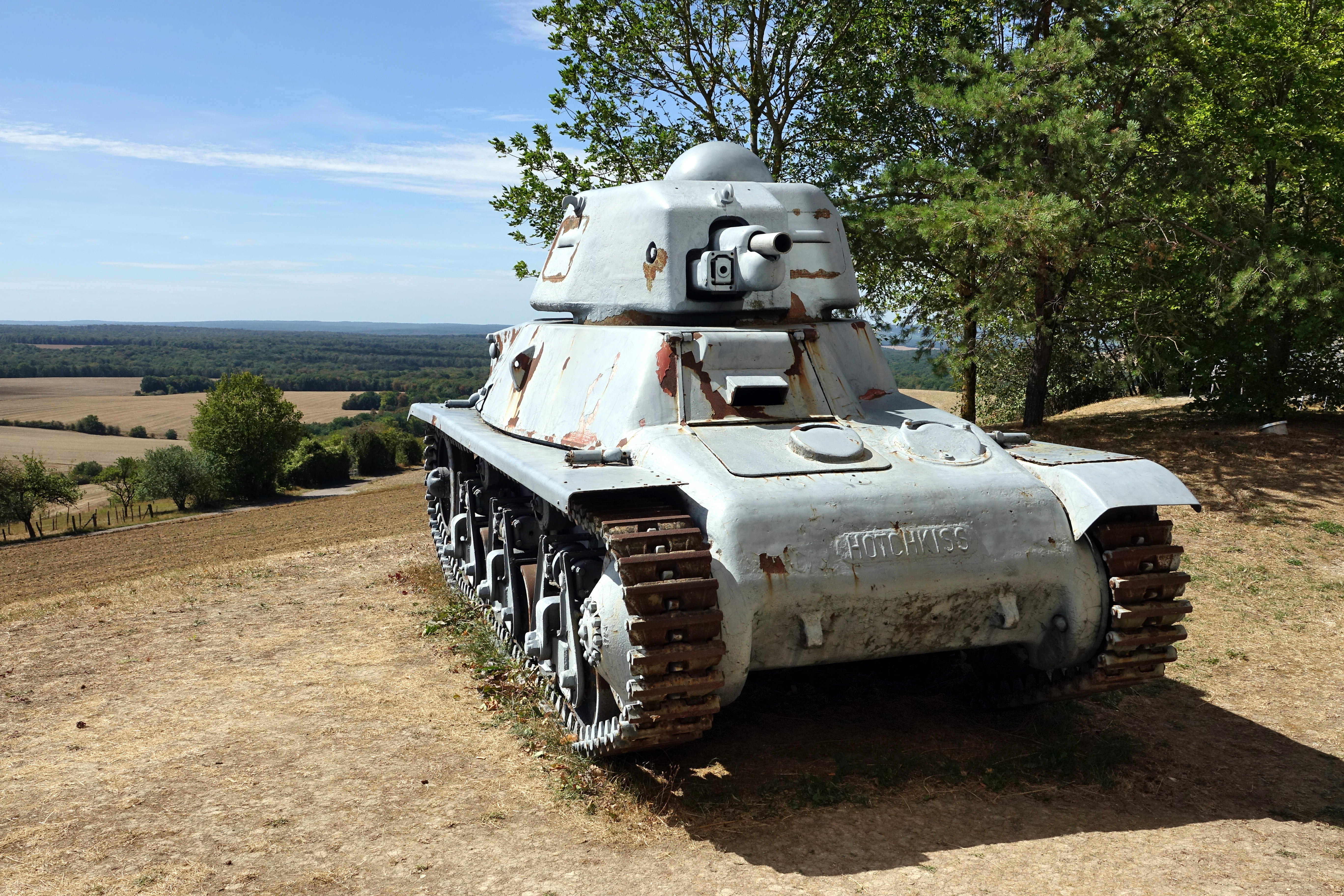
Char H39 (à Colombey-les-Deux-Églises)

Les deux premières DCR, constituées le 16 janvier 1940, avaient approximativement le format suivant, :
- Un état major
- Une demi-brigade de chars lourds
  - 1 BCC de chars B (34 + 1)
  - 1 BCC de chars B (34)
- Une demi-brigade de chars légers
  - 1 BCC de chars H39 (45)
  - 1 BCC de chars H39 (45)
- Un bataillon de chasseurs portés
- Le train divisionnaire
- L'artillerie divisionnaire
  - un état major
  - 2 groupes d'obusiers de 105[N 2]
  - 1 batterie de DCA
  - 1 batterie antichar
- Un bataillon de génie à 2 compagnies
- Les transmissions
- Les services
  - 1 groupe d'exploitation (intendance)
  - 1 groupe sanitaire

### Véhicules et blindés
Le présent paragraphe donne les matériels en dotation dans les différentes unités de la DCR. Il s'agit d'une dotation théorique car les évènements de mai vont précipiter la constitution de la 4e DCR et le remaniement des trois premières largement éprouvées par les conflits.

#### Bataillons de chars

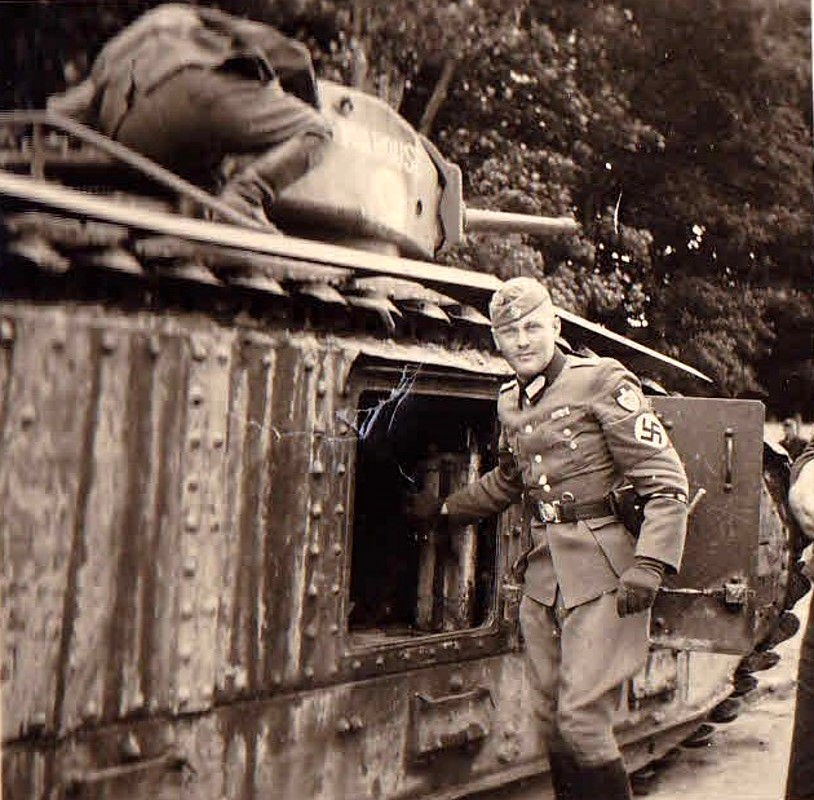
Un soldat allemand devant un char B1 remis en service en juin 1940 à la 1re DCR.

Les chars lourds sont principalement des chars B1 bis, certaines unités étant ensuite rééquipées avec des B1 plus vieux.
Les chars légers sont au départ des Hotchkiss H39 qui seront complétés au fil des combats par des chars Renault R35 et R40, et même des chars D2 et S35 de cavalerie à la 4e DCR.
Le ravitaillement des chars était dévolue aux TRC Lorraine 37L dont la dotation théorique était respectivement de 18 et 12 par bataillons de chars lourds et légers. En complément, les unités pouvaient également percevoir des tracteurs d'infanterie Unic TU1.

#### Chasseurs portés
Les bataillons de chasseurs portés sont à l'époque constitués de :
- 1 compagnie de commandement
- 1 compagnie hors rang
- 3 compagnies de fusiliers voltigeurs

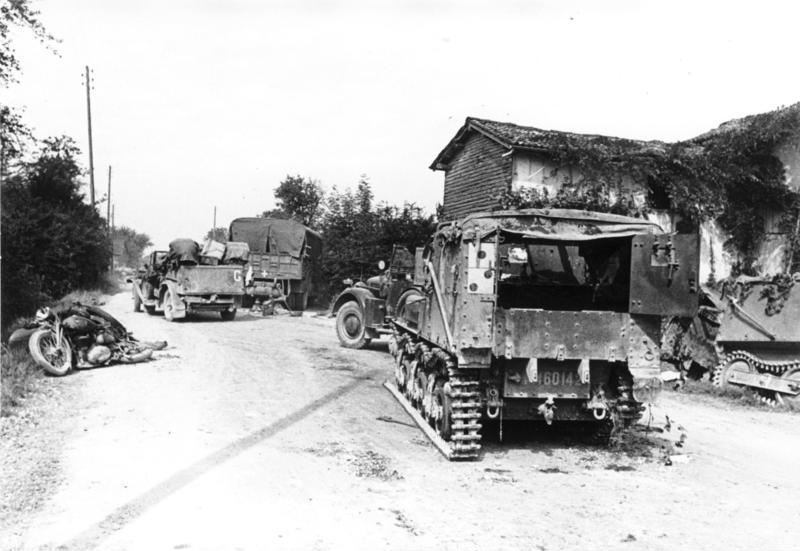
VBCP Lorraine du (2e DCR), vu de dos détruit en mai 1940.

- 1 compagnie d'engins

Les principaux véhicules sont :
- 43 VBCP Lorraine 38L
- 18 tracteurs de canon Latil M7 T1
- 15 VDP Lorraine 28 (it)
- 6 VLTT Laffly S15 R
- 5 chenillettes de ravitaillement Renault UE
- 2 voitures blindées de commandement (1 Renault YS et 1 Lorraine 28)
- 1 tracteur de dépannage Laffly S15 T
- motocyclettes 800 AX2 Gnome et Rhône.

En mai 1940, la dotation réelle en VBCP est inférieure de moitié à la dotation théorique.

#### Artillerie

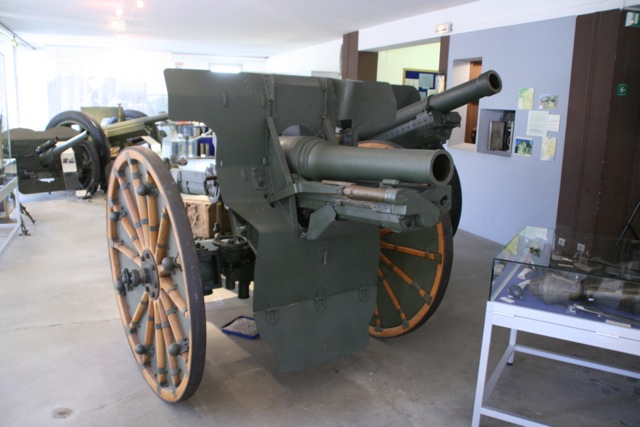
Un obusier de 105 mm modèle 1935 Bourges (musée de l'artillerie de Draguignan).

Bien que le canon de 75, plus maniable, soit préféré par les généraux Condé et Gamelin, les DCR reçoivent finalement des groupes d'artillerie équipés de canons de 105, dont deux modèles coexistent, l'obusier modèle 1934 Schneider et l'obusier modèle 1935 Bourges. Seule la 4e DCR est finalement équipée de canons de 75 modèle 1897 modifié tout terrain. 
Les canons sont tractés sur trains rouleurs par des semi-chenillés Citroën/Unic P107 (78 dans le régiment type). Les régiments comptent aussi, hors batterie antichar, six tracteurs de dépannage tous terrains SOMUA MCG et six tracteurs de dépannage routier Latil TAR H2, ainsi que 19 Laffly S15 R.
Pour la lutte antichar, les DCR disposent théoriquement d'une batterie divisionnaire de quatre section de deux canons de 47 modèle 1937. Les pièces antichars de 47 sont tractées par des Citroën-Kégresse P17. La batterie dispose également de deux SOMUA MCG et de deux Latil TAR H2. Pendant la campagne de 1940, plusieurs batteries automotrices de chasseurs de chars sont affectées à certaines DCR. Elles comptent une section de cinq Laffly W15 TCC, soutenus par trois Unic TU1 de transport de munitions et une VLTT Laffly V15 R, une section de trois canons antiaériens de 25 modèle 39, tractés par trois Laffly W15 T plus un quatrième de transport de munition et dépannage et enfin un tracteur de dépannage Laffly S25 T (it). La 4e DCR est la seule à recevoir une unité anti-aérienne dédiée, avec six canons de 25 CA modèle 1938.

#### Transport
Les DCR utilisent deux modes de transport pour les déplacements stratégiques : les chars sont acheminés par trains et les éléments de soutien sur leurs véhicules légers. Ce principe sera un réel problème pour les DCR. Ainsi, les blindés de la 2e DCR combattront mi-mai 1940 sur l'Oise séparés des éléments à roues de la division.

## Sources et bibliographie
- François Vauvillier, « La division cuirassée en France en 1940 et ses perspectives : 1 - Les chars et les chasseurs portés », Histoire de guerre, blindés et matériel, Histoire & Collections, no 79,‎ octobre 2007, p. 38-49.
- François Vauvillier, « La division cuirassée en France en 1940 et ses perspectives : 2 - l'artillerie d'accompagnement, l'artillerie antichars et la défense contre avions », Histoire de guerre, blindés et matériel, Histoire & Collections, no 80,‎ janvier 2008, p. 40-49.